# Birżebbuġa
Birżebbuġa é um povoado da ilha de Malta em Malta, com cerca de 8.668 habitantes (2005).